# Grand Prix-wegrace van Finland 1966
De Grand Prix-wegrace van Finland 1966 was de achtste Grand Prix van wereldkampioenschap wegrace voor motorfietsen in het seizoen 1966. De races werden verreden op 7 augustus 1966 op het Circuit van Imatra, een stratencircuit in het oosten van de stad Imatra. De 50cc-klasse en de zijspanklasse kwamen niet aan de start. De wereldtitel in de 250cc-klasse was al beslist.

## 500cc-klasse
In Imatra nam Giacomo Agostini wraak voor zijn uitvallen in de 350cc-race. Hij won zijn tweede 500cc-Grand Prix met een flinke voorsprong van 40 seconden op Mike Hailwood. Op één ronde werd Jack Findlay (Matchless) derde. Het 500cc-kampioenschap was op dit moment een van de weinige die nog echt spannend waren. Men verwachtte in Ulster de terugkeer van Jim Redman, die al twee wedstrijden had gewonnen, net als Agostini. Hailwood had er nog maar één gewonnen, maar was geweldig in vorm en gedreven om drie wereldtitels te pakken. Met nog drie wedstrijden te gaan konden zij alle drie nog 500cc-wereldkampioen worden.
| Pos | Coureur          | Merk              | Tijd      | Punten |
| --- | ---------------- | ----------------- | --------- | ------ |
| 1   | Giacomo Agostini | MV Agusta         | 1:08"18'0 | 8      |
| 2   | Mike Hailwood    | Honda             | +40'7     | 6      |
| 3   | Jack Findlay     | Matchless         | +1 ronde  | 4      |
| 4   | Jack Ahearn      | Norton            | +2 ronden | 3      |
| 5   | Malcolm Stanton  | Norton            | +2 ronden | 2      |
| 6   | Lewis Young      | Métisse-Matchless | +2 ronden | 1      |
| 7   | Gyula Marsovszky | Matchless         |           |        |
| 8   | Fred Stevens     | Matchless         |           |        |
| 9   | Bosse Granath    | Matchless         |           |        |
| 10  | Agne Carlsson    | Matchless         |           |        |
| 11  | Billy Andersson  | Matchless         |           |        |
| 12  | Billie Nelson    | Norton            |           |        |
| 13  | Pentti Lehtelä   | Norton            |           |        |

| Coureur           | Merk      | Oorzaak |
| ----------------- | --------- | ------- |
| Eric Hinton       | Norton    |         |
| Kel Carruthers    | Norton    |         |
| Stuart Morin      | Norton    |         |
| František Šťastný | Jawa-ČZ   |         |
| Gustav Havel      | Jawa-ČZ   |         |
| Jourko Ryhänen    | Matchless |         |
| Chris Conn        | Norton    |         |
| Derek Lee         | Matchless |         |
| Stuart Graham     | Matchless |         |
| Kent Andersson    | Husqvarna |         |

| Coureur          | Merk             | Oorzaak  |
| ---------------- | ---------------- | -------- |
| Eduard Lenz      | Matchless        |          |
| John Dodds       | Norton           |          |
| Walter Scheimann | Norton           |          |
| John Blanchard   | Seeley-Matchless |          |
| John Cooper      | Norton           |          |
| John Mawby       | Norton           |          |
| Peter Williams   | Matchless        |          |
| Ron Chandler     | Matchless        |          |
| Jim Redman       | Honda            | Blessure |

### Top tien tussenstand 500cc-klasse
| Pos | Coureur           | Merk                          | Ptn |
| --- | ----------------- | ----------------------------- | --- |
| 1   | Giacomo Agostini  | MV Agusta                     | 34  |
| 2   | Jim Redman        | Honda                         | 16  |
| 3   | Jack Findlay      | McIntyre-Matchless            | 14  |
| 3   | Mike Hailwood     | Honda                         | 14  |
| 5   | Gyula Marsovszky  | Matchless                     | 13  |
| 5   | Jack Ahearn       | Norton                        | 13  |
| 7   | František Šťastný | Jawa-ČZ                       | 12  |
| 8   | Stuart Graham     | Matchless                     | 11  |
| 9   | Ron Chandler      | Matchless                     | 4   |
| 10  | John Cooper       | Norton                        | 3   |
| 10  | Lewis Young       | Matchless / Métisse-Matchless | 3   |

## 350cc-klasse
De 350cc-race in het Finse Imatra werd gewonnen door Mike Hailwood. Giacomo Agostini viel uit waardoor Heinz Rosner met de MZ (weliswaar met een ronde achterstand) tweede werd en Jack Ahearn (Norton) op twee ronden derde.
| Pos | Coureur           | Merk   | Tijd      | Punten |
| --- | ----------------- | ------ | --------- | ------ |
| 1   | Mike Hailwood     | Honda  | 57"59'04  | 8      |
| 2   | Heinz Rosner      | MZ     | +1 ronde  | 6      |
| 3   | Jack Ahearn       | Norton | +2 ronden | 4      |
| 4   | Kel Carruthers    | Norton | +2 ronden | 3      |
| 5   | Bruce Beale       | Honda  | +2 ronden | 2      |
| 6   | František Šťastný | Jawa   | +2 ronden | 1      |
| 7   | Fred Stevens      | AJS    | +2 ronden |        |
| 8   | Chris Conn        | Norton | +2 ronden |        |

| Coureur          | Merk      | Oorzaak |
| ---------------- | --------- | ------- |
| František Boček  | ČZ        |         |
| Gustav Havel     | Jawa      |         |
| Lewis Young      | Onbekend  |         |
| Giacomo Agostini | MV Agusta |         |

| Coureur           | Merk       | Oorzaak  |
| ----------------- | ---------- | -------- |
| Bill Ivy          | Yamaha     | Blessure |
| Dave Simmonds     | Norton     |          |
| Joe Dunphy        | Norton     |          |
| John Blanchard    | Seeley-AJS |          |
| Peter Williams    | AJS        |          |
| Phil Read         | Yamaha     |          |
| Stuart Graham     | AJS        |          |
| Tommy Robb        | Bultaco    |          |
| Alberto Pagani    | Aermacchi  |          |
| Gilberto Milani   | Aermacchi  |          |
| Renzo Pasolini    | Aermacchi  |          |
| Silvio Grassetti  | Bianchi    |          |
| Tarquinio Provini | Benelli    |          |
| Kenzo Muromachi   | Honda      |          |
| Jim Redman        | Honda      | Blessure |
| Kent Andersson    | Husqvarna  |          |
| Byron Black       | Honda      |          |

### Top tien tussenstand 350cc-klasse
| Pos | Coureur           | Merk           | Ptn |
| --- | ----------------- | -------------- | --- |
| 1   | Mike Hailwood     | Honda          | 40  |
| 2   | Giacomo Agostini  | MV Agusta      | 26  |
| 3   | František Šťastný | Jawa / Jawa-ČZ | 11  |
| 3   | Renzo Pasolini    | Aermacchi      | 11  |
| 5   | Heinz Rosner      | MZ             | 10  |
| 6   | Gustav Havel      | Jawa           | 8   |
| 7   | Bruce Beale       | Honda          | 7   |
| 8   | Tarquinio Provini | Benelli        | 6   |
| 9   | Jack Ahearn       | Norton         | 5   |
| 10  | Jim Redman        | Honda          | 4   |

## 250cc-klasse
In Finland won Mike Hailwood de 250cc-klasse en zijn kersverse teamgenoot Stuart Graham werd tweede. František Šťastný werd met zijn Jawa-ČZ derde met een ronde achterstand.
| Pos | Coureur           | Merk      | Tijd      | Punten |
| --- | ----------------- | --------- | --------- | ------ |
| 1   | Mike Hailwood     | Honda     | 1:02"03'9 | 8      |
| 2   | Stuart Graham     | Honda     | +1"59'4   | 6      |
| 3   | František Šťastný | Jawa      | +1 ronde  | 4      |
| 4   | Jack Findlay      | Bultaco   | +1 ronde  | 3      |
| 5   | Bruce Beale       | Honda     | +2 ronden | 2      |
| 6   | Kent Andersson    | Husqvarna |           | 1      |
| 7   | Barry Smith       | Bultaco   |           |        |
| 8   | Jim Curry         | Honda     |           |        |
| 9   | A. Richman        | Bultaco   |           |        |

| Coureur       | Merk   | Oorzaak  |
| ------------- | ------ | -------- |
| Bill Ivy      | Yamaha | Blessure |
| Derek Woodman | MZ     | Blessure |
| Jim Redman    | Honda  | Blessure |

| Coureur           | Merk             |
| ----------------- | ---------------- |
| Kevin Cass        | Bultaco          |
| Len Atlee         | Cotton           |
| Mike Duff         | Yamaha           |
| Gyula Marsovszky  | Bultaco          |
| Heinz Rosner      | MZ               |
| Günter Beer       | Honda            |
| Daniel Lhéraud    | Yamaha           |
| Bill Smith        | Bultaco          |
| Bob Anderson      | Yamaha           |
| Peter Inchley     | Bultaco-Villiers |
| Phil Read         | Yamaha           |
| Selwyn Griffiths  | Royal Enfield    |
| Tommy Robb        | Bultaco          |
| Alberto Pagani    | Aermacchi        |
| Giuseppe Visenzi  | Aermacchi        |
| Renzo Pasolini    | Aermacchi        |
| Akiyasu Motohashi | Yamaha           |
| Hiroshi Hasegawa  | Yamaha           |
| Ginger Molloy     | Bultaco          |

### Top tien tussenstand 250cc-klasse
| Pos | Coureur           | Merk    | Ptn     |                |
| --- | ----------------- | ------- | ------- | -------------- |
| 1   | Mike Hailwood     | Honda   | 56 (64) | wereldkampioen |
| 2   | Phil Read         | Yamaha  | 28      |                |
| 3   | Jim Redman        | Honda   | 20      |                |
| 4   | Derek Woodman     | MZ      | 18      |                |
| 5   | Mike Duff         | Yamaha  | 9       |                |
| 5   | Heinz Rosner      | MZ      | 9       |                |
| 5   | Stuart Graham     | Honda   | 9       |                |
| 8   | František Šťastný | Jawa    | 8       |                |
| 9   | Jack Findlay      | Bultaco | 6       |                |
| 10  | Bill Ivy          | Yamaha  | 5       |                |

(Punten (tussen haakjes) zijn inclusief streepresultaten)

## 125cc-klasse
In Finland won Phil Read de 125cc-race met slechts 0,1 seconde voorsprong op Luigi Taveri. Ralph Bryans werd derde. Bill Ivy kon niet starten na een val tijdens de Hutchinson 100 Meeting op Brands Hatch.
| Pos | Coureur          | Merk   | Tijd      | Punten |
| --- | ---------------- | ------ | --------- | ------ |
| 1   | Phil Read        | Yamaha | 56"40'6   | 8      |
| 2   | Luigi Taveri     | Honda  | +0'1      | 6      |
| 3   | Ralph Bryans     | Honda  | +46'5     | 4      |
| 4   | Hugh Anderson    | Suzuki | +1"03'8   | 3      |
| 5   | Yoshimi Katayama | Suzuki | +1"54'4   | 2      |
| 6   | Hartmut Bischoff | MZ     | +2 ronden | 1      |

| Coureur    | Merk   | Oorzaak  |
| ---------- | ------ | -------- |
| Bill Ivy   | Yamaha | Blessure |
| Jim Redman | Honda  | Blessure |

| Coureur           | Merk             |
| ----------------- | ---------------- |
| Kevin Cass        | Bultaco          |
| Len Atlee         | Cotton           |
| Mike Duff         | Yamaha           |
| Gyula Marsovszky  | Bultaco          |
| Heinz Rosner      | MZ               |
| Günter Beer       | Honda            |
| Daniel Lhéraud    | Yamaha           |
| Bill Smith        | Bultaco          |
| Bob Anderson      | Yamaha           |
| Derek Woodman     | MZ               |
| Peter Inchley     | Bultaco-Villiers |
| Selwyn Griffiths  | Royal Enfield    |
| Tommy Robb        | Bultaco          |
| Alberto Pagani    | Aermacchi        |
| Giuseppe Visenzi  | Aermacchi        |
| Renzo Pasolini    | Aermacchi        |
| Akiyasu Motohashi | Yamaha           |
| Hiroshi Hasegawa  | Yamaha           |
| Ginger Molloy     | Bultaco          |

### Top tien tussenstand 125cc-klasse
| Pos | Coureur              | Merk    | Ptn |
| --- | -------------------- | ------- | --- |
| 1   | Luigi Taveri         | Honda   | 42  |
| 2   | Bill Ivy             | Yamaha  | 24  |
| 3   | Phil Read            | Yamaha  | 22  |
| 4   | Ralph Bryans         | Honda   | 21  |
| 5   | Hugh Anderson        | Suzuki  | 9   |
| 6   | Yoshimi Katayama     | Suzuki  | 8   |
| 7   | Frank Perris         | Suzuki  | 7   |
| 8   | Hans Georg Anscheidt | Suzuki  | 2   |
| 8   | Francesco Villa      | Montesa | 2   |
| 8   | Akiyasu Motohashi    | Yamaha  | 2   |

1932 · 1948 · 1949 · 1950 · 1951 · 1952 · 1953 · 1954 · 1955 · 1956 · 1957 · 1958 · 1959 · 1960 · 1961 · 1962 · 1963 · 1964 · 1965 · 1966 · 1967 · 1968 · 1969 · 1970 · 1971 · 1972 · 1973 · 1974 · 1975 · 1976 · 1977 · 1978 · 1979 · 1980 · 1981 · 1982